# Coupe de France féminine de handball
La Coupe de France féminine de handball est une compétition de handball à élimination directe organisée par Fédération française de handball (FFHB) créée en 1984. Elle est ouverte à tous les clubs affiliés de tous les niveaux des Ligues métropolitaines et des départements d'outre-Mer. Depuis 2009, trois coupes de France ont lieu selon trois niveaux, mettant aux prises des clubs évoluant respectivement au niveau national, au niveau régional et au niveau départemental.
Vainqueur en 2025 de sa 13e coupe de France, le Metz Handball est, comme en Championnat, le club le plus titré devant l'ES Besançon et ses 4 victoires.

## Formule
La Coupe de France est une compétition organisée en plusieurs tours qualificatifs à élimination directe. Elle est ouverte aux clubs affiliés à la Fédération française de handball (FFHB) participant à la saison régulière des championnats de Division 1 (LFH), Division 2, Nationale 1 et Nationale 2. Tous les clubs nationaux sont obligatoirement engagés dans cette compétition, au cours de laquelle 14 joueuses peuvent être librement inscrites sur la feuille de match – comme dans les championnats de France – à l’exception des licences C et D qui sont interdites.
L'entrée des clubs est progressive, les premiers tours étant disputés par les clubs de Nationale 2 tandis que les clubs de LFH n'apparaissant qu'au stade des seizièmes ou des huitièmes de finale. Jusqu’aux huitièmes de finale, le premier tiré ou, en cas de clubs de divisions différentes, le club de plus petit niveau de jeu reçoit. À partir des quarts, la réception du match revient à la première équipe tirée au sort sauf s’il y a plus d’une division d'écart entre les deux équipes. 
Suivent les quarts de finale, les demi-finales et la finale au terme de laquelle l’équipe gagnante est désignée vainqueur de la Coupe de France. Le club vainqueur de la Coupe de France obtient son ticket pour disputer la saison suivante la Coupe des coupes ou, depuis sa disparation, la Ligue européenne. Dans le cas où ce club est également champion de France, et donc déjà qualifié pour la Ligue des Champions, c'est le classement à l'issue du championnat qui attribue la place en Coupe d'Europe.
Une rencontre de Coupe de France respecte les durées traditionnelles d’un match de handball Senior (deux mi-temps de 30 minutes). En revanche, en cas d’égalité à l’issue du temps réglementaire (quel que soit le tour de la compétition), il n’y a pas de prolongation et l’épreuve des tirs au but départage les équipes.
source : site de la LFH :

## Palmarès
Le palmarès de la coupe de France est :
| Saison    | Vainqueur                                                                     | Finaliste                                                                     | Score                                                                         |
| --------- | ----------------------------------------------------------------------------- | ----------------------------------------------------------------------------- | ----------------------------------------------------------------------------- |
| 1984-1985 | USM Gagny (1)                                                                 | ASUL Vaulx-en-Velin                                                           | 23 – 14                                                                       |
| 1985-1986 | Stade Français-Issy-les-Mlx (1)                                               | ES Besançon                                                                   | 13 – 11                                                                       |
| 1986-1987 | Stade Français-Issy-les-Mlx (2)                                               | ASPTT Metz                                                                    | 21 – 19                                                                       |
| 1987-1988 | Pas de compétition                                                            | Pas de compétition                                                            | Pas de compétition                                                            |
| 1988-1989 | Pas de compétition                                                            | Pas de compétition                                                            | Pas de compétition                                                            |
| 1989-1990 | ASPTT Metz (1)                                                                | USM Gagny                                                                     | 19 – 19 15 – 15                                                               |
| 1990-1991 | Pas de compétition                                                            | Pas de compétition                                                            | Pas de compétition                                                            |
| 1991-1992 | USM Gagny (2)                                                                 | ASPTT Metz                                                                    | 25 – 25 22 – 21                                                               |
| 1992-1993 | USM Gagny (3)                                                                 | ASPTT Metz                                                                    | 19 – 15                                                                       |
| 1993-1994 | ASPTT Metz (2)                                                                | USM Gagny                                                                     | 20 – 19                                                                       |
| 1994-1995 | Pas de compétition                                                            | Pas de compétition                                                            | Pas de compétition                                                            |
| 1995-1996 | Pas de compétition                                                            | Pas de compétition                                                            | Pas de compétition                                                            |
| 1996-1997 | Pas de compétition                                                            | Pas de compétition                                                            | Pas de compétition                                                            |
| 1997-1998 | ASPTT Metz (3)                                                                | ES Besançon                                                                   | 25 – 23                                                                       |
| 1998-1999 | ASPTT Metz (4)                                                                | HBC Nîmes                                                                     | 21 – 16                                                                       |
| 1999-2000 | Pas de compétition                                                            | Pas de compétition                                                            | Pas de compétition                                                            |
| 2000-2001 | ES Besançon (1)                                                               | Metz Handball                                                                 | 28 – 23                                                                       |
| 2001-2002 | ES Besançon (2)                                                               | Cercle Dijon Bourgogne                                                        | 25 – 22                                                                       |
| 2002-2003 | ES Besançon (3)                                                               | HBC Nîmes                                                                     | 29 – 21                                                                       |
| 2003-2004 | Pas de compétition ; Toulouse Féminin Handball vainqueur du challenge féminin | Pas de compétition ; Toulouse Féminin Handball vainqueur du challenge féminin | Pas de compétition ; Toulouse Féminin Handball vainqueur du challenge féminin |
| 2004-2005 | ES Besançon (4)                                                               | Metz Handball                                                                 | 23 – 20                                                                       |
| 2005-2006 | Le Havre AC Handball (1)                                                      | US Mios-Biganos                                                               | 31 – 29                                                                       |
| 2006-2007 | Le Havre AC Handball (2)                                                      | Cercle Dijon Bourgogne                                                        | 23 – 21                                                                       |
| 2007-2008 | Pas de compétition                                                            | Pas de compétition                                                            | Pas de compétition                                                            |
| 2008-2009 | US Mios-Biganos (1)                                                           | Metz Handball                                                                 | 29 – 28                                                                       |
| 2009-2010 | Metz Handball (5)                                                             | Le Havre AC Handball                                                          | 27 – 23                                                                       |
| 2010-2011 | Toulon Saint-Cyr Var HB (1)                                                   | HBC Nîmes                                                                     | 26 – 24                                                                       |
| 2011-2012 | Toulon Saint-Cyr Var HB (2)                                                   | Le Havre AC Handball                                                          | 25 – 20                                                                       |
| 2012-2013 | Metz Handball (6)                                                             | Cercle Dijon Bourgogne                                                        | 37 – 29                                                                       |
| 2013-2014 | CJF Fleury Loiret (1)                                                         | Issy Paris Hand                                                               | 20 – 18                                                                       |
| 2014-2015 | Metz Handball (7)                                                             | HBC Nîmes                                                                     | 24 – 24 4 – 2tab                                                              |
| 2015-2016 | Brest Bretagne Handball (D2) (1)                                              | Toulon Saint-Cyr Var HB                                                       | 25 – 16                                                                       |
| 2016-2017 | Metz Handball                                                                 | Issy Paris Hand                                                               | 33 – 29                                                                       |
| 2017-2018 | Brest Bretagne Handball (2)                                                   | Toulon Saint-Cyr Var HB                                                       | 30 – 21                                                                       |
| 2018-2019 | Metz Handball (9)                                                             | Brest Bretagne Handball                                                       | 34 – 24                                                                       |
| 2019-2020 | Compétition annulée en raison de la pandémie de Covid-19.                     | Compétition annulée en raison de la pandémie de Covid-19.                     | Compétition annulée en raison de la pandémie de Covid-19.                     |
| 2020-2021 | Brest Bretagne Handball (3)                                                   | Nantes Atlantique HB                                                          | 37 – 33                                                                       |
| 2021-2022 | Metz Handball (10)                                                            | ES Besançon                                                                   | 33 – 23                                                                       |
| 2022-2023 | Metz Handball (11)                                                            | Paris 92                                                                      | 37 – 24                                                                       |
| 2023-2024 | Metz Handball (12)                                                            | JDA Dijon Handball                                                            | 29 – 20                                                                       |
| 2024-2025 | Metz Handball (13)                                                            | Paris 92                                                                      | 32 – 18                                                                       |

## Tableau d'honneur
| Rang  | Club                       | Titres                                 | Années victorieuses                                                          | Finales                                | Années finalistes                      |
| ----- | -------------------------- | -------------------------------------- | ---------------------------------------------------------------------------- | -------------------------------------- | -------------------------------------- |
| 1     | Metz Handball T            | 13                                     | 1990, 1994, 1998, 1999, 2010, 2013, 2015, 2017, 2019, 2022, 2023, 2024, 2025 | 6                                      | 1987, 1992, 1993, 2001, 2005, 2009     |
| 2     | ES Besançon                | 4                                      | 2001, 2002, 2003, 2005                                                       | 3                                      | 1986, 1998, 2022                       |
| 3     | USM Gagny                  | 3                                      | 1985, 1992, 1993                                                             | 2                                      | 1990, 1994                             |
| 4     | Brest Bretagne Handball    | 3                                      | 2016, 2018, 2021                                                             | 1                                      | 2019                                   |
| 5     | Le Havre AC Handball       | 2                                      | 2006, 2007                                                                   | 2                                      | 2010, 2012                             |
| 5     | Toulon Saint-Cyr Var HB    | 2                                      | 2011, 2012                                                                   | 2                                      | 2016, 2018                             |
| 7     | Stade Français             | 2                                      | 1986, 1987                                                                   | 0                                      | -                                      |
| 8     | US Mios-Biganos            | 1                                      | 2009                                                                         | 1                                      | 2006                                   |
| 9     | CJF Fleury Loiret          | 1                                      | 2014                                                                         | 0                                      | -                                      |
| 10    | Handball Cercle Nîmes      | 0                                      | -                                                                            | 4                                      | 1999, 2003, 2011, 2015                 |
| 10    | JDA Dijon Handball         | 0                                      | -                                                                            | 4                                      | 2002, 2007, 2013, 2024                 |
| 10    | Issy Paris Hand            | 0                                      | -                                                                            | 4                                      | 2014, 2017, 2023, 2025                 |
| 13    | ASUL Vaulx-en-Velin        | 0                                      | -                                                                            | 1                                      | 1985                                   |
| 13    | Nantes Atlantique Handball | 0                                      | -                                                                            | 1                                      | 2021                                   |
| -     | non décerné                | 1                                      | 2020                                                                         | 1                                      | 2020                                   |
| Total | Total                      | 32 coupes de France entre 1985 et 2025 | 32 coupes de France entre 1985 et 2025                                       | 32 coupes de France entre 1985 et 2025 | 32 coupes de France entre 1985 et 2025 |

Légende :  10 titres remportés ; T : tenant du titre

## Autres compétitions

### Autres coupes de France
Depuis 2009, la coupe de France a lieu selon trois niveaux, mettant aux prises des clubs évoluant respectivement au niveau national, au niveau régional et au niveau départemental. En 2023, la coupe fédérale, réservée aux clubs de niveau N1 à N3, est créée. Depuis 2023, un quatrième niveau voit s'affronter les clubs de Nationale 1 et 2 lors de la Coupe de France fédérale.
| Saison    | Coupe fédérale   | Coupe régionale                              | Coupe départementale                         |                                              |
| --------- | ---------------- | -------------------------------------------- | -------------------------------------------- | -------------------------------------------- |
| 2009-2010 | non disputée     | AS Ambières-les-Vallées                      | Anglet Biarritz Olympique HB                 |                                              |
| 2010-2011 | non disputée     | Paris HB                                     | ASC Léhon                                    |                                              |
| 2011-2012 | non disputée     | Bordeaux EC                                  | Banyuls HB                                   |                                              |
| 2012-2013 | non disputée     | Livron Handball                              | Salon HBC Provence                           |                                              |
| 2013-2014 | non disputée     | US Saint-Egrève HB                           | US Lagny                                     |                                              |
| 2014-2015 | non disputée     | Saint-Laurent de Chamousset HBC              | US Naffarroa HB                              |                                              |
| 2015-2016 | non disputée     | HB Meursault                                 | Lattes Handball                              |                                              |
| 2016-2017 | non disputée     | CHB Auneau                                   | Douvres HB                                   |                                              |
| 2017-2018 | non disputée     | Zibero Sports Tardets                        | Handball Côte bleue                          |                                              |
| 2018-2019 | non disputée     | Entente CPB Rennes/AS Chantepie              | Lattes Handball (2)                          |                                              |
| 2019-2020 | non disputée     | annulée en raison de la pandémie de Covid-19 | annulée en raison de la pandémie de Covid-19 | annulée en raison de la pandémie de Covid-19 |
| 2020-2021 | non disputée     | non disputée                                 | non disputée                                 | non disputée                                 |
| 2021-2022 | non disputée     | Saint-Germain Blavozy Handball               | HBC Sautron                                  |                                              |
| 2022-2023 | non disputée     | Nim'arguerittes HB (N3)                      | Paris XO Handball                            |                                              |
| 2023-2024 | Palente Besançon | CA Evron                                     | AS Pagny-sur-Moselle                         |                                              |
| 2024-2025 | USAM Nîmes Gard  | AS Pagny-sur-Moselle                         | CS Marguerittes Handball                     |                                              |

### Challenge de France
Avant la création de la coupe de France lors de la saison 1984-1985, une compétition appelée Challenge de France a été disputée, au moins à partir de 1976. À la différence de la coupe de France, la participation des clubs n'était pas obligatoire.
| Saison    | Vainqueur        | Finaliste                 | Score   |
| --------- | ---------------- | ------------------------- | ------- |
| 1976-1977 | US Ivry          | Racing Club de France     | 10 – 06 |
| 1977-1978 | ASU Lyon         | Dreux AC                  | 12 – 10 |
| 1978-1979 | Paris UC         | Dreux AC (2)              | 17 – 11 |
| 1979-1980 | Paris UC (2)     | Racing Club de France (2) | 22 – 10 |
| 1980-1981 | Paris UC (3)     | US Dunkerque              | 15 – 11 |
| 1981-1982 | Bordeaux EC      | INSEP                     | 17 – 16 |
| 1982-1983 | US Dunkerque     | Stade français            | ? – ?   |
| 1983-1984 | ASPTT Strasbourg | HBC Aix-en-Savoie         | 15 – 13 |